# Li Xiang (Fotograf)
|  | Dieser Artikel wurde auf der Qualitätssicherungsseite des Projekts Bildende Kunst eingetragen. Die Mitarbeiter der QS-Bildende Kunst arbeiten daran, die Qualität der Artikel aus dem Themengebiet Kunst auf ein besseres Niveau zu bringen. Bitte hilf mit, die Mängel dieses Artikels zu beheben und beteilige Dich an der Diskussion. |

Li Xiang (auch GuLu; * 1983 in China) ist ein chinesischer Fotograf und Künstler.

## Leben
GuLu schloss sein Studium der Film- und Fernsehwerbung an der Pekinger Filmakademie ab.
Li Xiang, der 2008 mit der Fotografie begann, nutzt neben dieser andere künstlerische Techniken wie Texte, Handarbeit und Malerei. Er begann mit der Konzentration auf chinesische Subkulturen und hat sich nun zum Ziel gesetzt, von der Gesellschaft „materialisierte“ Identitäten wieder herzustellen.
In seiner letzten Einzelausstellung „Suddenly Retreating Desire“ (Bejing, 2020) forderte er junge Menschen aus der ganzen Welt auf, ihr „wahres Selbst“ vor der Kamera zu zeigen. Seine Hauptthematik ist der Körper, den er als die Ausführungsform von Emotionen ansieht.
Gulus letzte Arbeit „WILDPHOTOS“ besteht aus knapp 300 Polaroidfotos, die er von 2017 bis 2021 fotografierte.